# Телеология
Телеологията (от старогръцки: teleos – достигнал целта; logos – учение, наука) е идеалистическо учение, според което всичко в света е целесъобразно. Привържениците на телеологията смятат, че всичко в света е сътворено от Бога, така че едно нещо служи като средство за друго. Енгелс обобщава възгледите на телеолозите: „Котките били създадени, за да изяждат мишките, мишките – за да бъдат изяждани от котките, а цялата природа – за да доказва мъдростта на твореца“.
Понятието представлява философско учение за целесъобразността, целенасочеността на всички природни явления. От нейно гледище не само човекът, но и всички природни явления имат поставящи си цели начала, души от особен вид. Докато човекът съзнателно си поставя целта, в природата целта се осъществява несъзнателно. Телеологията е неразделно свързана с хилозоизма, панпсихизма, пантеизма и др.
Според телеологията принципът на живота и мисленето лежи в самия фундамент на материята, която се състои от не мъртви атоми, а от живи, притежаващи смътна способност да си представят монади. Първата последователна система на телеологията била разработане от Аристотел, който смятал, че всяко нещо си има предназначение, носи в себе си активно поставящо си цели начало, душа, ентелехия, и същевременно всички цели на природата са подчинени на една върховна цел, включени са в общосветовната хармония. Тази основна идея на Аристотеловата телеология се запазва в ученията на Тома Аквински, Лайбниц, Хегел, Хайдегер и др. Представата за това, че поставящото си цели начало на природата лежи вън от света и представлява върховна основа и крайна цел на световния процес, служела като основа за физико-телеологичното доказателство за съществуването на бога. Логическата несъстоятелност на тази представа, доведена до крайност от учението за предустановената хармония, била показана от Кант.
Телеологичният възглед за живата природа бил широко разпространен в биологичните теории през XVII - XVIII в. 
Еволюционната теория на Дарвин дала рационално тълкуване на относителната целесъобразност на живите същества и с това подкопала господството на телеологията в биологията. След Дарвин, телеологични концепции в биологията се проповядвали от неовитализма, неоламаркизма и др.
Съвременната кибернетика показва, че целесъобразността е процес на оптимално приспособяване на предмета към заобикалящата го среда.